# Andennachtschwalbe
Die Andennachtschwalbe (Lurocalis rufiventris), auch Rostbauch-Nachtschwalbe genannt, ist eine Vogelart aus der Familie der Nachtschwalben (Caprimulgidae).
Sie wurde früher als zur Bändernachtschwalbe (Lurocalis semitorquatus) gehörig angesehen.
Sie kommt in der Sierra de Perijá, in Kolumbien, Venezuela und südlich bis Ecuador, Peru bis Bolivien vor.
Ihr Verbreitungsgebiet umfasst bergigen Regenwald, Wolken- und Nebelwald, Sekundärwald und Waldränder von 1650 bis 3000 m Höhe.

## Beschreibung
Die Andennachtschwalbe ist 25–26 cm groß und wiegt etwa 116 g. Die Geschlechter unterscheiden sich kaum. Die Oberseite ist dunkelbraun gesprenkelt mit rotbraunen und gelbbraunen Flecken. Außer einem weißen Kehlband findet sich kein Weiß auf Schwanz oder Flügeln. Die Flügelspitzen überragen die Schwanzspitzen.

## Stimme
Der Ruf des Männchens wird als gleichmäßiges oder abfallendes kwa kwa beschrieben, meist im Fluge.

## Lebensweise
Die Nahrung besteht aus Insekten, die in den Baumwipfeln gejagt werden. Die Nachtschwalbe ist dämmerungsaktiv.
Die Brutzeit ist nicht bekannt.

## Gefährdungssituation
Die Andennachtschwalbe gilt als „nicht gefährdet“ (least concern).